# Commission des thons de l'océan Indien
La Commission des thons de l'océan Indien (CTOI), ou Indian Ocean Tuna Commission (IOTC) en anglais, est une organisation internationale ayant son siège à Victoria, aux Seychelles. Elle organise la gestion des ressources thonières de l'océan Indien.